# Добропільська міська рада
Добропі́льська міська́ ра́да — адміністративно-територіальна одиниця та орган місцевого самоврядування у Донецькій області з адміністративним центром у місті обласного значення Добропіллі.

## Загальні відомості
- Територія ради: 19,92 км²
- Населення ради: 62 919 осіб (станом на 1 лютого 2014 року)[1]

## Адміністративний устрій
Міській раді підпорядковані:
- м. Добропілля
- Білицька міська рада
  - м. Білицьке
  - смт Водянське
- Білозерська міська рада
  - м. Білозерське
  - с-ще Бокове
- Новодонецька селищна рада
  - смт Новодонецьке

## Склад ради
Рада складається з 34 депутатів та голови.
- Голова ради: Аксьонов Андрій Анатолійович
- Секретар ради: Древаль Віктор Григорович

### Керівний склад попередніх скликань
| ПІБ                          | Основні відомості                                               | Дата обрання | Дата звільнення |
| ---------------------------- | --------------------------------------------------------------- | ------------ | --------------- |
| Дерипаска Віктор Трохимович  | Міський голова, 1949 року народження, освіта вища               | 26.03.2006   | 31.10.2010      |
| Дерипаска Віктор Трохимович  | Міський голова, 1949 року народження, освіта вища               | 31.10.2010   | 25.10.2015      |
| Аксьонов Андрій Анатолійович | Міський голова, 1971 року народження, освіта вища, безпартійний | 25.10.2015   |                 |

Примітка: таблиця складена за даними сайту Верховної Ради України та ЦВК

### Депутати VII скликання
За результатами місцевих виборів 2015 року депутатами ради стали:

#### За суб'єктами висування
| Суб'єкт висування                                      | Кількість обраних депутатів | %     |
| ------------------------------------------------------ | --------------------------- | ----- |
| Політична партія «Опозиційний блок»                    | 19                          | 55.88 |
| Політична партія «Наш край»                            | 5                           | 14.71 |
| Всеукраїнське політичне об'єднання «Жінки за майбутнє» | 5                           | 14.71 |
| Політична партія «Сила людей»                          | 3                           | 8.82  |
| Партія Блок Петра Порошенка «Солідарність»             | 2                           | 5.88  |

#### За округами
| № округу                                               | Прізвище, ім'я, по батькові      | Дата нар.  | Освіта              | Партійна приналежність                           | Відомості |
| ------------------------------------------------------ | -------------------------------- | ---------- | ------------------- | ------------------------------------------------ | --- |
| Політична Партія «Опозиційний блок»                    |                                  |            |                     |                                                  | |
| пк                                                     | Древаль Віктор Григорович        | 10.11.1952 | вища                | безпартійний                                     | Добропільська міська рада, секретар міської ради |
| 34                                                     | Сосулєва Наталя Михайлівна       | 02.08.1974 | вища                | член Політичної Партії «Опозиційний блок»        | Дошкільний навчальний заклад «Ромашка», завідувачка                                                                                                 |
| 33                                                     | Сундучніков Артем Сергійович     | 03.05.1987 | вища                | член Політичної Партії «Опозиційний блок»        | Управління комунальних котелень ТОВ "ДТЕК «Добропіллявугілля», начальник дільниці № 4                                                               |
| 20                                                     | Селіваров Геннадій Борисович     | 01.03.1968 | вища                | безпартійний                                     | Приватний підприємець |
| 19                                                     | Яцура Анатолій Іванович          | 06.06.1948 | вища                | безпартійний                                     | Філіал ТОВ «ДТЕК „Добропіллявугілля“ Навчально-курсовий комбінат», керівник філіалу                                                                 |
| 22                                                     | Романенко Геннадій Миколайович   | 13.06.1966 | вища                | безпартійний                                     | Білицька міська рада, заступник міського голови |
| 23                                                     | Дячишена Оксана Валеріївна       | 11.11.1974 | вища                | член Політичної Партії «Опозиційний блок»        | Приватний підприємець |
| 30                                                     | Швед Андрій Васильович           | 20.09.1970 | вища                | член Політичної Партії «Опозиційний блок»        | ВСП "Шахтоуправління «Білозерське» ТОВ "ДТЕК «Добропіллявугілля», заступник начальника дільниці з монтажу та демонтажу                              |
| 21                                                     | Кітам Костянтин Фридольфович     | 13.12.1960 | вища                | безпартійний                                     | ПАТ ТОВ «ДТЕК» «Октябрська ЦЗФ», генеральний директор                                                                                               |
| 32                                                     | Кормільцев Олексій Володимирович | 28.11.1980 | вища                | член Політичної Партії «Опозиційний блок»        | ВСП "Шахтоуправління «Добропільське» ТОВ "ДТЕК «Добропіллявугілля», менеджер по взаємодії з місцевими органами влади                                |
| 24                                                     | Гаврихів Вадим Васильович        | 19.04.1981 | вища                | член Політичної Партії «Опозиційний блок»        | ВСП "Шахтоуправління «Білозерське» ТОВ "ДТЕК «Добропіллявугілля», керівник департаменту з правового забезпечення                                    |
| 27                                                     | Скляров Олександр Володимирович  | 11.06.1970 | вища                | член Політичної Партії «Опозиційний блок»        | ТДВ "Шахта «Білозерська», директор Палацу спорту |
| 16                                                     | Хорошавін Андрій Сергійович      | 28.03.1978 | вища                | член Політичної Партії «Опозиційний блок»        | ВСП "Шахтоуправління «Добропольське» ТОВ "ДТЕК "Добропіллявугілля, заступник начальника дільниці ВТБ                                                |
| 7                                                      | Плєтньов Володимир Анатолійович  | 15.03.1950 | вища                | безпартійний                                     | пенсіонер |
| 13                                                     | Щолоков Ігор Іванович            | 06.12.1963 | вища                | член Політичної Партії «Опозиційний блок»        | ЦЕЗ Цех № 12 «Укртелеком», начальник |
| 1                                                      | Ставицька Ліна Семенівна         | 07.10.1967 | вища                | член Політичної Партії «Опозиційний блок»        | ПАТ «ДТЕК Добропільська ЦЗФ», начальник відділу з управління персоналом                                                                             |
| 31                                                     | Дрох Валентина Валентинівна      | 03.02.1987 | вища                | безпартійна                                      | Дошкільний навчальний заклад «Оленка», завідувачка                                                                                                  |
| 28                                                     | Скрипченко Ольга Вікторівна      | 11.06.1984 | вища                | безпартійна                                      | ВСП "Шахтоуправління «Білозерське» ТОВ "ДТЕК «Добропіллявугілля», фахівець відділу адміністрування персоналу                                        |
| 5                                                      | Ульянич Олексій Володимирович    | 20.04.1975 | вища                | безпартійний                                     | НП «Добропільський РЕМ» ПАТ "ДТЕК «Донецькобленерго», начальник                                                                                     |
| «Жінки за майбутнє» Всеукраїнське політичне об'єднання |                                  |            |                     |                                                  | |
| пк                                                     | Гетьман Ольга Володимирівна      | 11.07.1954 | вища                | безпартійна                                      | Добропільська міська рада, начальник відділу освіти                                                                                                 |
| 10                                                     | Кальченко Інна Володимирівна     | 07.09.1967 | вища                | безпартійна                                      | НВК «Спеціалізована школа I-III ст. № 4 — ДНЗ» Добропільської міської ради, директор Добропільського НВК «Спеціалізована школа I-III ст. № 4 — ДНЗ» |
| 24                                                     | Богуш Тетяна Олександрівна       | 30.07.1955 | вища                | безпартійна                                      | Водянська ЗОШ I-III ст. № 11 Добропільської міської ради, директор Водянської ЗОШ I-III ст. № 11                                                    |
| 2                                                      | Стреліна Тетяна Іванівна         | 05.07.1961 | вища                | безпартійна                                      | ЗОШ І-ІІ ст. № 6 Добропільської міської ради, директор ЗОШ І-ІІ ст. № 6                                                                             |
| 15                                                     | Линник Наталя Василівна          | 14.02.1981 | вища                | безпартійна                                      | НВК «Гімназія- ЗОШ I-III ст. № 1» Добропільської міської ради, заступник директора з ВР НВК «Гімназія- ЗОШ I-III ст. № 1»                           |
| Політична партія «Наш край»                            |                                  |            |                     |                                                  | |
| пк                                                     | Курдя Ігор Іванович              | 14.12.1964 | вища                | член Політичної партії «Наш край»                | Добропільська міська рада, перший Заступник голови                                                                                                  |
| 14                                                     | Другов Олександр Полуектович     | 22.05.1947 | вища                | член Політичної партії «Наш край»                | Комунальний заклад охорони здоров'я «Добропільська лікарня інтенсивного лікування», завідувач лікар- хірург хірургічного відділення                 |
| 26                                                     | Дунаєв Олександр Миколайович     | 29.06.1953 | вища                | член Політичної партії «Наш край»                | Комунальний заклад охорони здоров'я "Добропільська лікарня інтенсивного лікування, завідувач лікар-ортопед-травматологічного відділення             |
| 28                                                     | Федько Ігор Данилович            | 23.05.1976 | вища                | член Політичної партії «Наш край»                | Полікліличне відділення № 3 Добропільської лікарні інтенсивного лікування, завідувач                                                                |
| 29                                                     | Моргун Олександр Миколайович     | 10.10.1971 | вища                | член Політичної партії «Наш край»                | Фізична особа-підприємець |
| Політична партія «Сила людей»                          |                                  |            |                     |                                                  | |
| пк                                                     | Четверев Геннадій Степанович     | 03.08.1955 | професійно-технічна | безпартійний                                     | Приватний підприємець |
| 18                                                     | Осмятченко Ольга Степанівна      | 07.02.1975 | професійно-технічна | безпартійна                                      | Приватний підприємець |
| 3                                                      | Рудов Павло Іванович             | 12.09.1956 | професійно-технічна | безпартійний                                     | пенсіонер |
| ПАРТІЯ "БЛОК ПЕТРА ПОРОШЕНКА «СОЛІДАРНІСТЬ»            |                                  |            |                     |                                                  | |
| пк                                                     | Стрепоченко Микола Борисович     | 01.08.1966 | вища                | член ПАРТІЇ "БЛОК ПЕТРА ПОРОШЕНКА «СОЛІДАРНІСТЬ» | СФГ «Агрос», директор |
| 3                                                      | Єфімцева Валентина Олександрівна | 30.11.1956 | професійно-технічна | член ПАРТІЇ "БЛОК ПЕТРА ПОРОШЕНКА «СОЛІДАРНІСТЬ» | ПП «Землевпорядник», директор |

### Депутати VI скликання
За результатами місцевих виборів 2010 року депутатами ради стали:

#### За суб'єктами висування
| Суб'єкт висування                                      | Кількість обраних депутатів | %   |
| ------------------------------------------------------ | --------------------------- | --- |
| Партія регіонів                                        | 36                          | 90  |
| Комуністична партія України                            | 3                           | 7,5 |
| Всеукраїнське політичне об'єднання «Жінки за майбутнє» | 1                           | 2,5 |

#### За округами
| № округу                                                      | Прізвище, ім'я, по батькові        | Дата визнання обраним | Освіта             | Партійна приналежність                                          | Відомості про обраного депутата |
| ------------------------------------------------------------- | ---------------------------------- | --------------------- | ------------------ | --------------------------------------------------------------- | --- |
| Комуністична партія України                                   |                                    |                       |                    |                                                                 | |
| б/м                                                           | Пирха Сергій Вікторович            | 04.11.2010            | середня            | член Комуністичної партії України                               | Добропільський ГК КПУ, 1-й секретар Добропільського ГК КПУ                                                                           |
| б/м                                                           | Жердєв Микола Георгійович          | 04.11.2010            | вища               | член Комуністичної партії України                               | Інспекція ДАБК у Донецькій області, начальник красноармійського відділу                                                              |
| б/м                                                           | Лисенко Тетяна Олександрівна       | 04.11.2010            | вища               | член Комуністичної партії України                               | загальноосвітня школа № 19 м. Добропілля, вчитель                                                                                    |
| Партія «Жінки за майбутнє» Всеукраїнське політичне об'єднання |                                    |                       |                    |                                                                 | |
| б/м                                                           | Шинякова Таміла Семенівна          | 04.11.2010            | середня спеціальна | член «Жінки за майбутнє» Всеукраїнського політичного об'єднання | Шахта «Алмазна», машиніст підіймальних машин                                                                                         |
| Партія регіонів                                               |                                    |                       |                    |                                                                 | |
| б/м                                                           | Жук Микола Павлович                | 04.11.2010            | вища               | член Партії регіонів                                            | Добропільська міська рада, голова ради ветеранів                                                                                     |
| б/м                                                           | Чернікова Вікторія Валеріївна      | 04.11.2010            | вища               | член Партії регіонів                                            | Товариство з додатковою відповідальністю "Шахта «Білозерська», слюсар з ремонту обладнання                                           |
| б/м                                                           | Древаль Людмила Семенівна          | 04.11.2010            | вища               | член Партії регіонів                                            | Добропільське міське управління пенсійного фонду, начальник                                                                          |
| б/м                                                           | Потапенко Ігор Борисович           | 04.11.2010            | вища               | член Партії регіонів                                            | Державне підприємство «Добропіллявугілля», директор з кадрів та соцпитань                                                            |
| б/м                                                           | Матущак Сергій Якович              | 04.11.2010            | вища               | член Партії регіонів                                            | Відокремлений підрозділ "Шахта «Добропільська» Державного підприємства «Добропіллявугілля», заступник директора                      |
| б/м                                                           | Зиков Микола Анатолійович          | 04.11.2010            | вища               | член Партії регіонів                                            | ВАТ «Центральна збагачувальна фабрика», начальник відділу матеріально-технічного забезпечення                                        |
| б/м                                                           | Ульянич Олексій Володимирович      | 04.11.2010            | вища               | член Партії регіонів                                            | |
| б/м                                                           | Сухоруких Олексій Вікторович       | 04.11.2010            | вища               | член Партії регіонів                                            | Відокремлений підрозділ "Шахта «Добропільська» Державного підприємства «Добропіллявугілля», технолог                                 |
| б/м                                                           | Кривенко Валерій Леонтійович       | 04.11.2010            | вища               | член Партії регіонів                                            | приватний підприємець |
| б/м                                                           | Ширина Володимир Вікторович        | 04.11.2010            | вища               | член Партії регіонів                                            | приватний підприємець |
| б/м                                                           | Шафрановська Тетяна Вікторівна     | 04.11.2010            | вища               | член Партії регіонів                                            | Добропільське міське відділення казначейства, начальник                                                                              |
| б/м                                                           | Митрофанов Володимир Володимирович | 04.11.2010            | вища               | член Партії регіонів                                            | Добропільський спортивно-технічний клуб товариства сприяння оборони України, директор                                                |
| б/м                                                           | Біатов Сергій Петрович             | 04.11.2010            | вища               | член Партії регіонів                                            | Донбаська паливно-енергетична кампанія департамент з видобутку вугілля, менеджер                                                     |
| б/м                                                           | Авраімов Ігор Геннадійович         | 04.11.2010            | вища               | член Партії регіонів                                            | ТОВ «Укрінвестгруп», генеральний директор                                                                                            |
| б/м                                                           | Кукурян Валерій Анатолійович       | 18.11.2010            | вища               | член Партії регіонів                                            | Добропільське відділення судово-медичної експертизи, завідувач                                                                       |
| б/м                                                           | Тараненко Олена Валеріївна         | 11.02.2011            | вища               | член Партії регіонів                                            | Добропільський спортивно-технічний клуб товариства сприяння оборони України, спеціаліст                                              |
| 1                                                             | Луганська Світлана Миколаївна      | 04.11.2010            | вища               | позапартійна                                                    | пенсіонер |
| 2                                                             | Древаль Віктор Григорович          | 04.11.2010            | вища               | член Партії регіонів                                            | Добропільська міська рада, секретар ради                                                                                             |
| 3                                                             | Лейба Віра Павлівна                | 04.11.2010            | вища               | позапартійна                                                    | загальноосвітня школа № 7, вчитель початкових класів                                                                                 |
| 4                                                             | Шилін Олександр Львович            | 04.11.2010            | середня спеціальна | член Партії регіонів                                            | Відокремлений підрозділ "Шахта «Добропільська» Державного підприємства «Добропіллявугілля», бригадир гірників очисного вибою         |
| 5                                                             | Кальченко Інна Володимирівна       | 04.11.2010            | вища               | член Партії регіонів                                            | Навчально-виховний комплекс № 4, директор                                                                                            |
| 6                                                             | Щолоков Ігор Іванович              | 04.11.2010            | вища               | член Партії регіонів                                            | ЦЕЗ цех № 12 ДД ВАТ «Укртелеком», начальник                                                                                          |
| 7                                                             | Кутовенко Олександр Олексійович    | 04.11.2010            | вища               | член Партії регіонів                                            | Державне підприємство «Добропіллявугілля», заступник директора                                                                       |
| 8                                                             | Другов Олександр Полуектович       | 04.11.2010            | вища               | позапартійний                                                   | Добропільська ЦРЛ, завідувач хірургічного відділення                                                                                 |
| 9                                                             | Корнієнко Микола Іванович          | 24.01.2011            | середня спеціальна | позапартійний                                                   | Шахта «Алмазна» первинна профспілка, голова                                                                                          |
| 10                                                            | Пустовий Анатолій Іванович         | 04.11.2010            | вища               | член Партії регіонів                                            | Відокремлений підрозділ "Шахта «Алмазна» Державного підприємства «Добропіллявугілля», директор                                       |
| 11                                                            | Омельченко Володимир Васильович    | 04.11.2010            | вища               | член Партії регіонів                                            | ЗАТ «Шахтабудінвест», голова правління                                                                                               |
| 12                                                            | Яцура Анатолій Іванович            | 04.11.2010            | вища               | член Партії регіонів                                            | Відокремлений підрозділ "Шахта «Білицька» Державного підприємства «Добропіллявугілля», директор                                      |
| 13                                                            | Селіваров Геннадій Борисович       | 04.11.2010            | середня            | член Партії регіонів                                            | приватний підприємець |
| 14                                                            | Романюк Анатолій Володимирович     | 04.11.2010            | вища               | член Партії регіонів                                            | приватний підприємець |
| 15                                                            | Агапова Надія Богданівна           | 04.11.2010            | вища               | член Партії регіонів                                            | Товариство з додатковою відповідальністю "Шахта «Білозерська», начальник відділу кадрів                                              |
| 16                                                            | Козак Юрій Андрійович              | 04.11.2010            | вища               | член Партії регіонів                                            | Відокремлений підрозділ "Шахта «Новодонецька» Державного підприємства «Добропіллявугілля», директор                                  |
| 17                                                            | Остапов Олександр Володимирович    | 04.11.2010            | вища               | член Партії регіонів                                            | Товариство з додатковою відповідальністю "Шахта «Білозерська», директор з господарських питань                                       |
| 18                                                            | Таранюк Валерій Володимирович      | 04.11.2010            | вища               | член Партії регіонів                                            | Відокремлений підрозділ "Шахта «Новодонецька» Державного підприємства «Добропіллявугілля», виконувач обов'язків заступника директора |
| 19                                                            | Крещенко Микола Олександрович      | 04.11.2010            | вища               | член Партії регіонів                                            | Відокремлений підрозділ "Шахта «Піонер» Державного підприємства «Добропіллявугілля», директор                                        |
| 20                                                            | Матяш Олександр Миколайович        | 04.11.2010            | середня            | член Партії регіонів                                            | приватний підприємець |